# Moravske Toplice

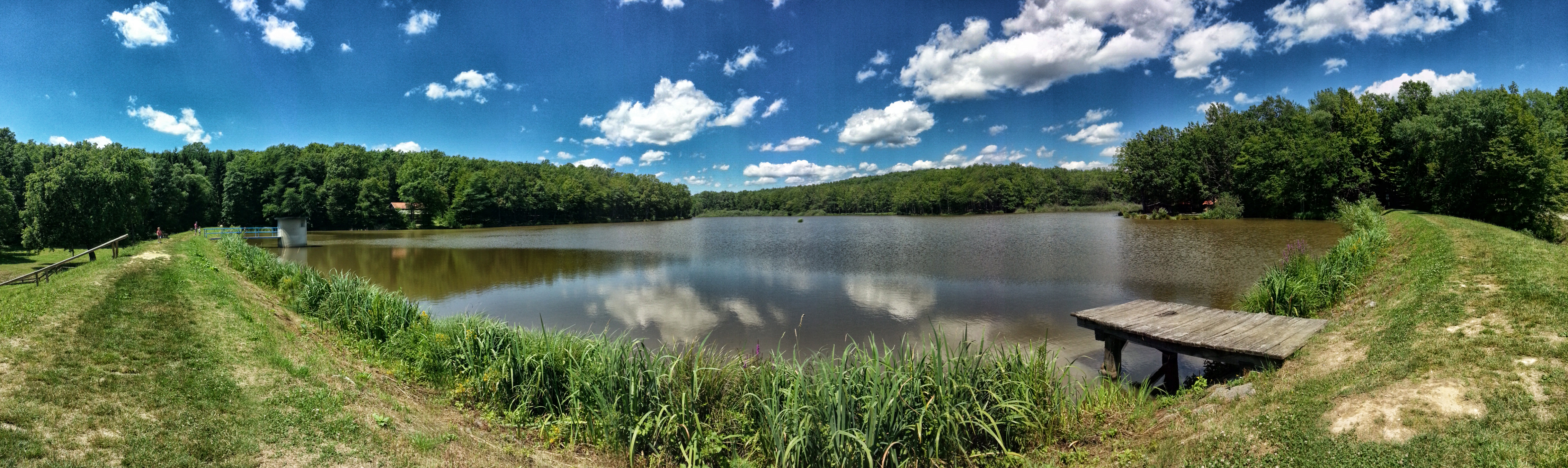
Sjön Bukovniško jezero

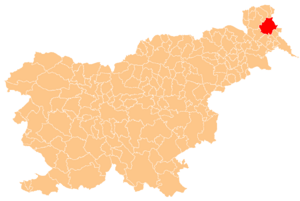
Moravske Toplices läge i Slovenien.

Moravske Toplice, uttal: [mɔˈɾaːu̯skɛ tɔˈpliːtsɛ]; slovenska: Občina Moravske Toplice, är en kommun i nordöstra Slovenien, som är en del av regionen Prekmurje. I Moravske Toplice bor cirka 5 837 personer (1/1 2020), och kommunens yta är 144.5 km². Moravske Toplice ligger  vid övergången mellan slätten (slättlandet) och det kuperade landskapet, nära Sloveniens, Österrikes och Ungerns trelandspunkt och i närheten av den kroatiska gränsen.

## Turistattraktioner
Termiskt vatten upptäcktes första gången för över femtio år sedan. En noggrann kemisk analys av vattnet, som kommer från de geotermiska källorna i Moravci, utfördes av ett specialiserat laboratorium i Sverige den 7 september 1962, och bekräftade vattnets fördelaktiga egenskaper. Två decennier senare började den lokala spaturismen blomstra.
Det finns två spa i Moravske Toplice. Terme 3000 är den större och den innehåller tre hotell, campingplats, lägenhetskolonin "Prekmurska vas" och en rad traditionella halmtäckta hyddor (bungalows). Den mindre är Terme Vivat spa, där också hotellet Vivat finns.

## Religion
Kommunen är ett viktigt centrum för lutherdomen i Slovenien. Stora lutherska församlingar har grundats i Moravske Toplice. 
Den lutherska kyrkan i Moravske Toplice står på platsen för en tidigare herrgård, som har byggts om för religiöst bruk. Klocktornet byggdes 1925 och skeppet byggdes 1962 sedan herrgården hade rivits.